# Habranthus oaxacanus
Habranthus oaxacanus är en amaryllisväxtart som beskrevs av Thaddeus Monroe Howard. Habranthus oaxacanus ingår i släktet Habranthus och familjen amaryllisväxter. Inga underarter finns listade i Catalogue of Life.